# Lomatium attenuatum
Lomatium attenuatum är en flockblommig växtart som beskrevs av Evert. Lomatium attenuatum ingår i släktet Lomatium och familjen flockblommiga växter. Inga underarter finns listade i Catalogue of Life.